# 中国报告文学学会
中国报告文学学会是中华人民共和国报告文学作家、评论家及编辑家组成的全国性社会团体，是中国作家协会主管的社会团体，1993年成立。